# Cypraeoidea
Ципреїдеї (лат. Cypraeoidea) — надродина морських черевоногих молюсків інфраряду Littorinimorpha. Надродина створена в 1815 році Констянтином Рафінеском і називалась раніше — Cypraeacea.

## Опис
Це надродина морських молюсків, що у дорослому стані мають нетипову для черевоногих раковину: часто досить округлої форми, варіюючи від кульових до дуже вузьких форм, інколи мають зубчасті краї. Молюски в цих родинах не мають кришечки.

## Таксономія

### 2005 року
У систематиці Буше і Рокруа (2005 рік) виділяється дві родини:
- Cypraeidae
- Ovulidae

### 2007 року
Фесе (Fehse) в 2007 році запропонував звести підродину Pediculariinae до рангу родини Pediculariidae, а трибу Eocypraeini до родини Eocypraeidae. Обидві ці групи були видалені з Ovulidae і підняті до рівня родини, на основі дослідження їх морфологічних та молекулярно філогенетичних якостей.
- Cypraeidae
- Eocypraeidae
- Ovulidae
- Pediculariidae